# Nucleophaga
Nucleophaga es un género de hongos unicelulares que son parásitos intracelulares de protozoos como amebas, flagelados y ciliados.

## Ciclo de vida
Nucleophaga crece y se desarrolla dentro del núcleo de su célula huésped. Sus esporas son fagocitadas por el protozoo huésped y migran al núcleo. Una vez en el núcleo, las esporas germinan dando lugar a plasmodios desnudos en contacto con el carioplasma del huésped. Desarrolla proyecciones similares a pseudópodos que pueden estar involucradas en la osmotrofia o fagocitosis. Las células de Nucleophaga continúan aumentando de tamaño hasta que una pared celular reemplaza las proyecciones y el citoplasma de Nucleophaga se divide en esporas.

## Taxonomía
El género Nucleophaga fue descrito por Dangeard en 1895, y lo colocó en Olpidiaceae, Chytridiales. Sin embargo los estudios filogenéticos moleculares han colocado al género dentro la división Rozellomycota o Cryptomycota.
Se han descrito las siguientes especies:
- Nucleophaga amoebae Dangeard 1895
- Nucleophaga hypertrophica Epstein 1922
- Nucleophaga intestinalis Brug 1926
- Nucleophaga peranemae Hollande & Balsac 1941
- Nucleophaga ranarum Lavier 1935
- Nucleophaga terricolae  Corsaro et al. 2006